# Ettiswil
Ettiswil est une commune suisse du canton de Lucerne, située dans l'arrondissement électoral de Willisau.

## Histoire
Le 1er janvier 2006 les communes de Ettiswil et Kottwil fusionnent sous le nom de Ettiswil.

Vue aérienne (1962)

## Monuments et curiosités

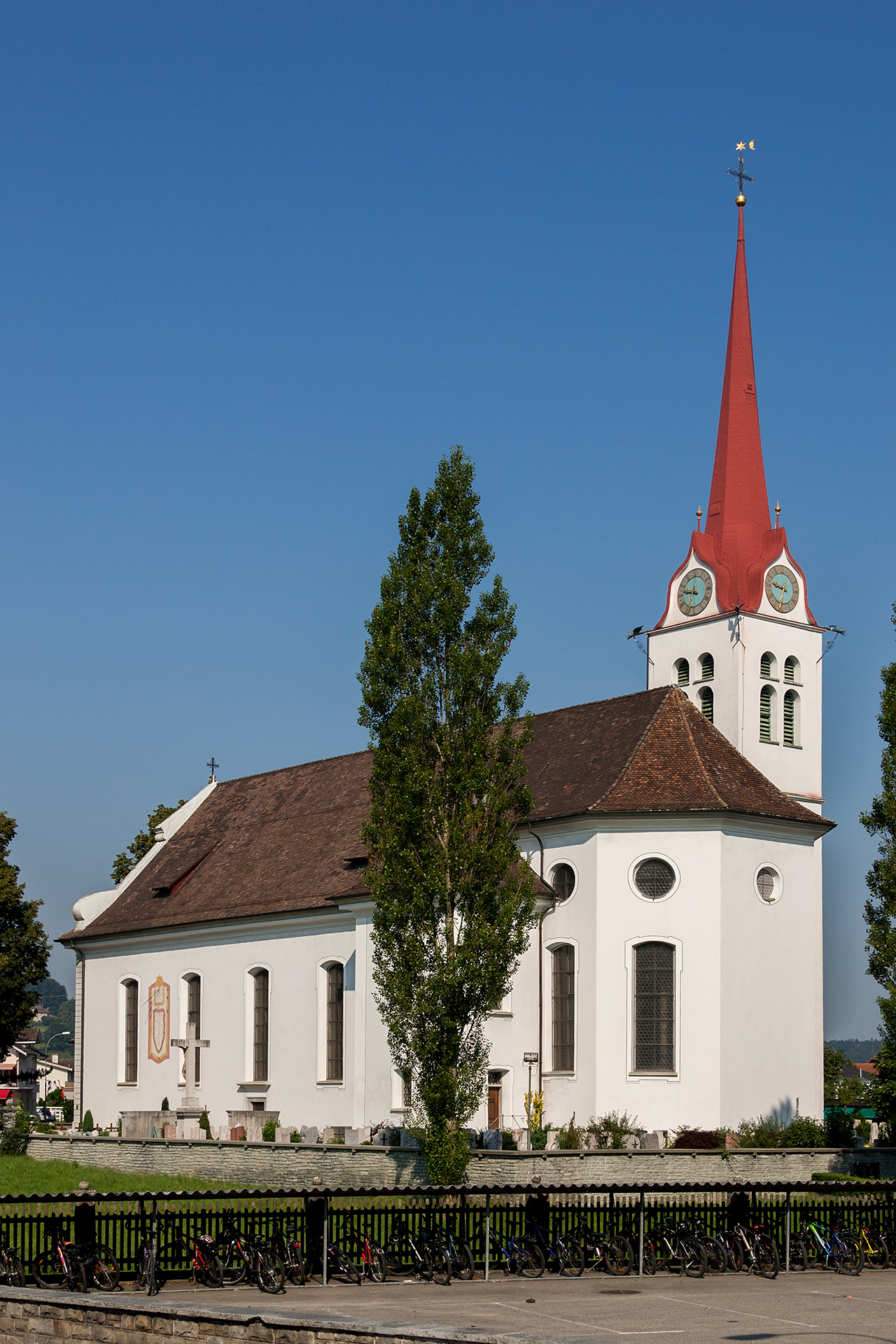
Église Notre-Dame et Saint-Étienne.
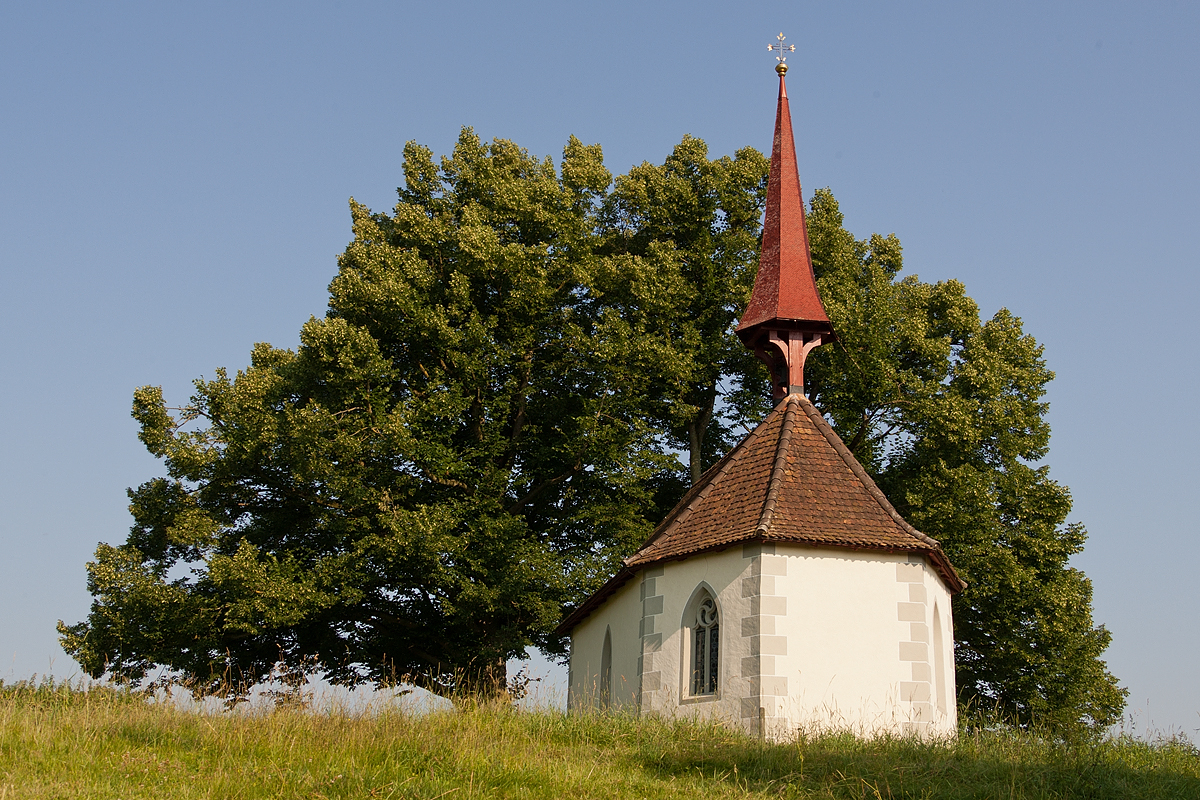
Chapelle du Saint-Sacrement.
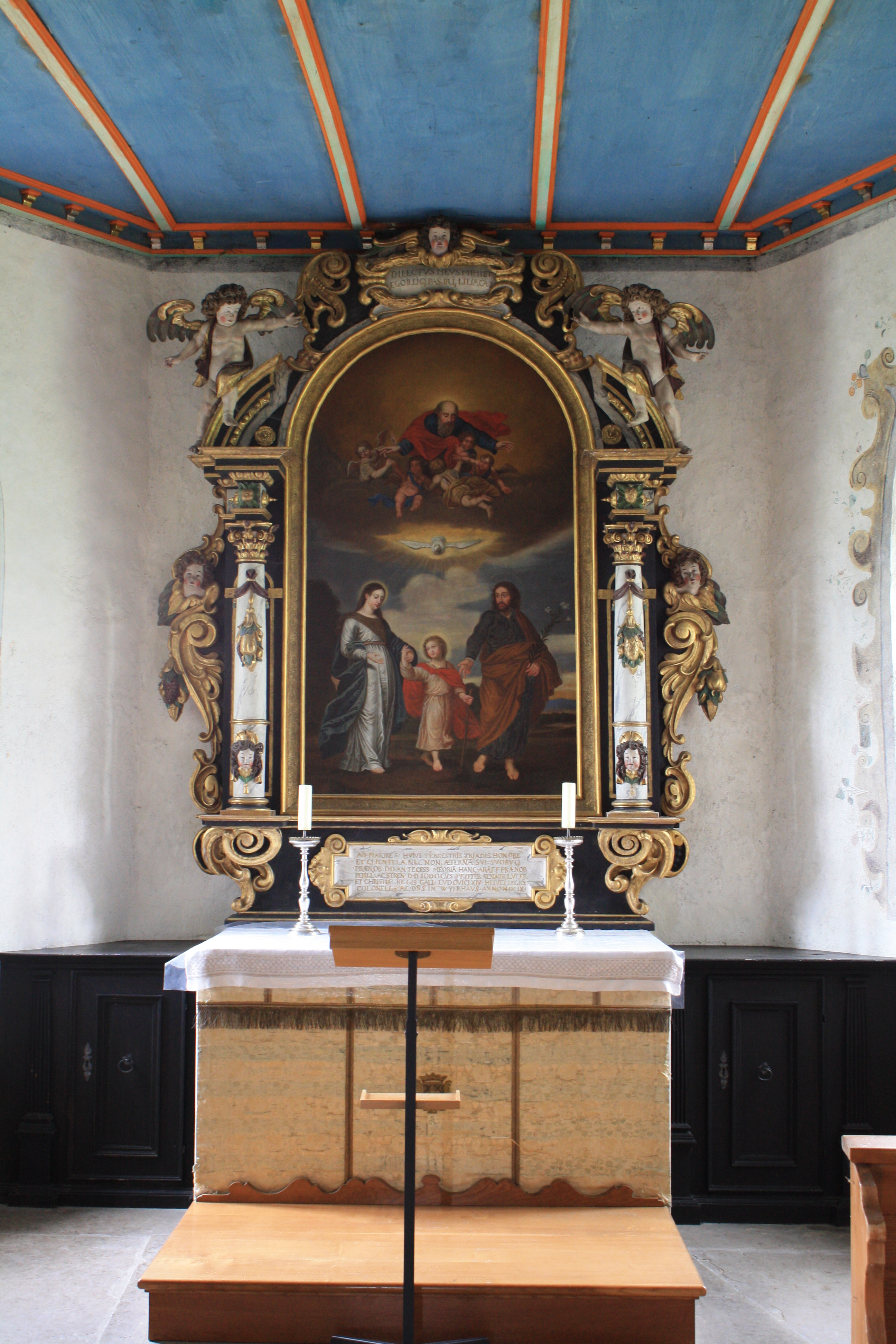
Intérieur chapelle.

- Le château de Wyher  est situé au sud de la route conduisant à Grosswangen. Il était jadis entouré de douves. Le bâtiment principal a été édifié pour l'essentiel vers 1510.
- L'église paroissiale Notre-Dame et Saint-Étienne a été construite entre 1769 et 1771 par Jakob Purtschert en style baroque avec la réutilisation d'éléments architecturaux antérieurs. À l'intérieur se trouvent des autels avec des statues sculptées par Johann Baptist Babel.
- La chapelle du Saint-Sacrement a été construite comme chapelle expiatoire en 1450-52 à l'endroit où une femme aurait déposé une hostie dérobée dans l'église paroissiale. Son plafond d'origine en bois est de style gothique[3].
- Un grenier à blé, situé non loin de l'auberge de la Poste, se distingue par ses poutres rondes coupées par moitié dans le sens de la longueur. Sa construction remonte à 1600 environ.